# Emily Warren Roebling
Emily Warren Roebling (Cold Spring (New York), 23 september 1843 – Trenton (New Jersey), 28 februari 1903) was een Amerikaanse bouwer, zakenvrouw en societyfiguur, die vooral bekend is door haar werk aan de Brooklyn Bridge. Deze brug werd aanvankelijk door John A. Roebling en zijn zoon Washington Roebling ontworpen, maar door Emily afgebouwd toen beiden daartoe niet meer in staat waren.
De in 1883 gebouwde Brooklyn Bridge is een hangbrug met elementen van een tuibrug in New York in de Verenigde Staten. Ze gaat over de East River en verbindt Brooklyn met Lower Manhattan, net als de Manhattan Bridge. De architecten waren John Roebling en na diens dood als gevolg van een arbeidsongeval zijn zoon Washington. Toen deze door caissonziekte invalide geworden was en aan huis gebonden, nam zijn vrouw, gedurende tien jaar de feitelijke leiding over het afbouwen van de brug op zich.